# Alosa eurasiàtica
L'alosa (vulgar o comuna), torrudana, terrerol, terrerola, terrola, torredana (Alauda arvensis) és una espècie de petit ocell passeriforme.
Cria a àmplies zones d'Europa i d'Àsia i també ho fa en les muntanyes de l'Àfrica del Nord. A l'Europa occidental no migra però sí que ho fan les poblacions de l'Europa oriental, que a l'hivern van cap al sud. L'alosa vulgar fa de 16 a 18 cm de llarg. És un ocell que prefereix els camps oberts als boscos i que passa molt de temps a terra, per això també rep el nom de «terrerol» a l'Urgell, «terrola», «terrol·la» o «terròl·lera, torròl·lera» a les Illes Balears i «terrerola» al País Valencià. L'alosa construeix un niu d'herba a terra amagat entre la vegetació.

## L'alosa en la cultura
És un ocell esmentat en la literatura i els cançoners populars a causa del seu cant agradable, que s'associa a l'alegria.

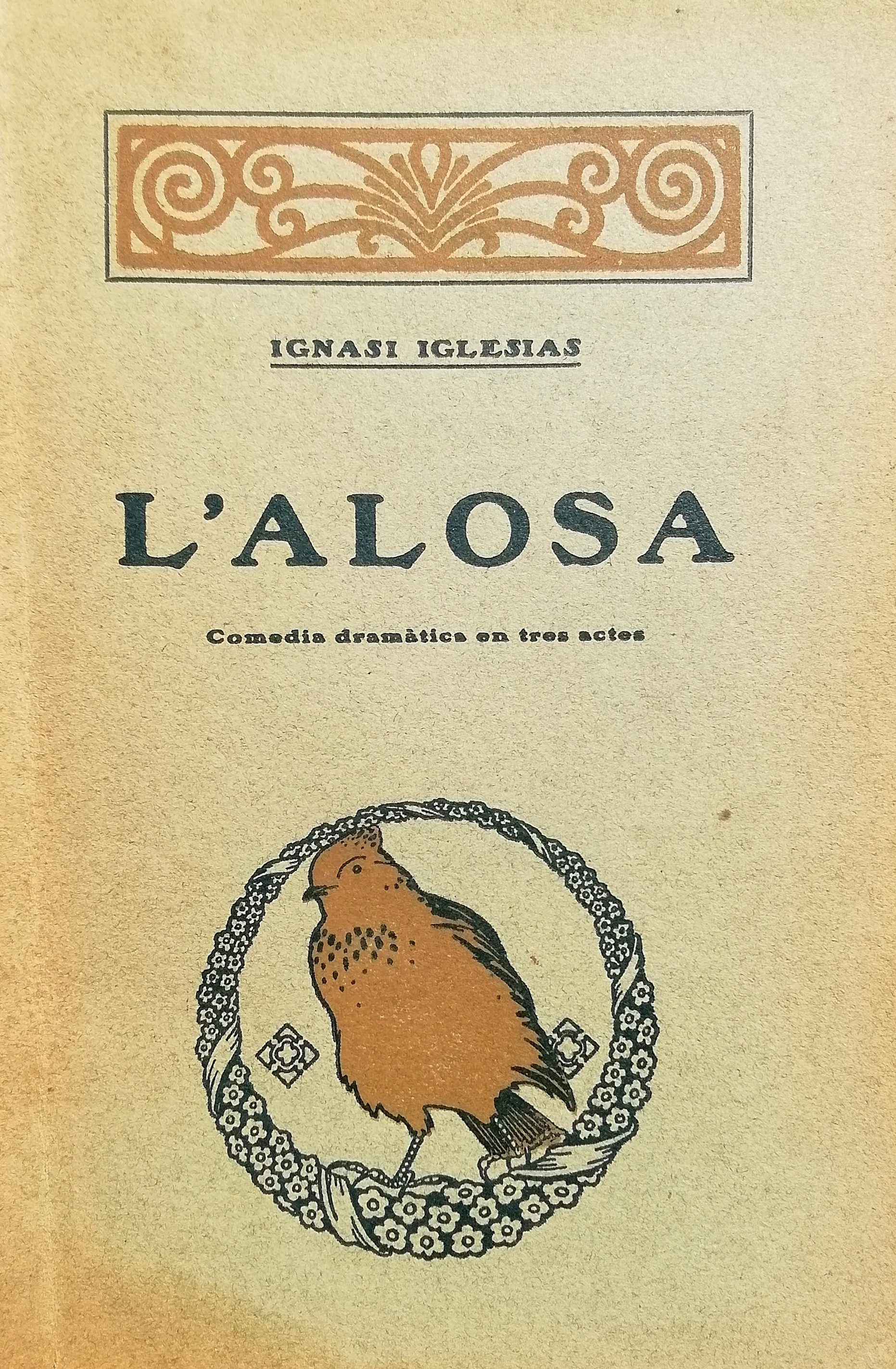
Un exemple de l'alosa dins el món de la literatura: L'Alosa d'Ignasi Iglesias de l'any 1899

Ocupava un lloc preeminent en la cultura dels gals, per això la primera legió romana que es va formar amb soldats de la Gàl·lia va rebre el nom d'alauda. Probablement, aquesta posició privilegiada venia pel fet que es lligava amb l'ascens al cel.
Dins el món de la música l'alosa també apareix, per exemple, al Catàleg d'ocells per a piano del compositor Olivier Messiaen. Alosa també és el nom del duet de Guilietta Vidal i Irene Romo, un projecte que versiona música popular catalana, així com cançons de composició pròpia.